# Sabacon beishanensis
Espèce
Sabacon beishanensis est une espèce d'opilions dyspnois de la famille des Sabaconidae.

## Distribution
Cette espèce est endémique du Qinghai en Chine. Elle se rencontre dans le parc national forestier de Bei Shan.

## Description
Le mâle holotype mesure 3,2 mm et la femelle paratype 3,5 mm.

## Systématique et taxinomie
Cette espèce a été décrite par Martens en 2015.

## Étymologie
Son nom d'espèce, composé de   et du suffixe latin -ensis, « qui vit dans, qui habite », lui a été donné en référence au lieu de sa découverte, le parc national forestier de Bei Shan.

## Publication originale
- Martens, 2015 : « Sabacon Simon, 1879 in the Palaearctic: A survey of new and known species from France, Nepal, India, China, Russia and Japan (Arachnida: Opiliones: Sabaconidae). » Biodiversität und Naturausstattung im Himalaya V, Naturkundemuseum, Erfurt, p. 167–210.